# تشارلز نيلسون (كاتب)
تشارلز نيلسون (بالإنجليزية: Charles Nelson)‏ هو كاتب سيناريو ومونتير أمريكي، ولد في 15 أبريل 1901 في السويد، وتوفي في 19 يناير 1997 في لوس أنجلوس في الولايات المتحدة.

## وصلات خارجية
- تشارلز نيلسون على موقع IMDb (الإنجليزية)
- تشارلز نيلسون على موقع ألو سيني (الفرنسية)
- تشارلز نيلسون على موقع أول موفي (الإنجليزية)
- تشارلز نيلسون على موقع قاعدة بيانات الأفلام السويدية (السويدية)
- تشارلز نيلسون على موقع قاعدة بيانات الفيلم (الإنجليزية)
- تشارلز نيلسون على موقع كينوبويسك (الروسية)